# Švanda dudák (Hřímalý)
Možná jste hledali Švanda dudák (časopis)
Švanda dudák je lyricko-romantická opera o prologu a třech jednáních českého skladatele Vojtěcha Hřímalého (mladšího) na libreto Jindřicha Hanuše Böhma podle hry Josefa Kajetána Tyla Strakonický dudák aneb Hody divých žen.
Vojtěch Hřímalý napsal operu na populární látku nedlouho po kompozici a rozhodném úspěchu své předchozí opery Zakletý princ (rovněž na Böhmovo libreto), před rokem 1875. Operu nabídl Prozatímnímu divadlu, avšak byla odmítnuta. Skladatel se ostatně s Prozatímním divadlem a s jeho kapelníkem Bedřichem Smetanou dostal do roztržky již roku 1873, kdy opustil místo druhého kapelníka. Až 16. května 1884 byl proveden dvojzpěv z opery na koncertu Spolku českých žurnalistů v Praze. S velkým odkladem byla nakonec opera Švanda dudák poprvé provedena v plzeňském Městském divadle dne 20. ledna 1896, v přítomnosti skladatele, který přijel ze svého působiště v Černovicích. Böhmovo libreto pro tuto příležitost revidoval Karel Želenský. Když po plzeňském úspěchu (opera zde byla znovu nastudována ještě roku 1907) Hřímalý usiloval o uvedení v Národním divadle a byl jeho vedením opět odmítnut, reagoval pobouřeným spisem, v němž obviňoval ředitelství Národního divadla z preferování děl Bedřicha Smetany a ze zanedbávání děl jiných českých skladatelů, včetně svého vlastního. Jedinou další doloženou inscenaci Švandy dudáka nastudoval Hřímalý sám v divadle v Černovicích (premiéra 8. ledna 1897) při příležitosti 25letého jubilea své hudební činnosti.
O zhudebnění Tylovy populární látky se po Hřímalém pokusil Karel Bendl ve své kantátě Švanda dudák (1881), později (1896) přepracované na stejnojmennou operu. Světového úspěchu však dosáhlo až třetí operní zpracování, Švanda dudák Jaromíra Weinbergera z roku 1927.